# Zofia Mrozowska

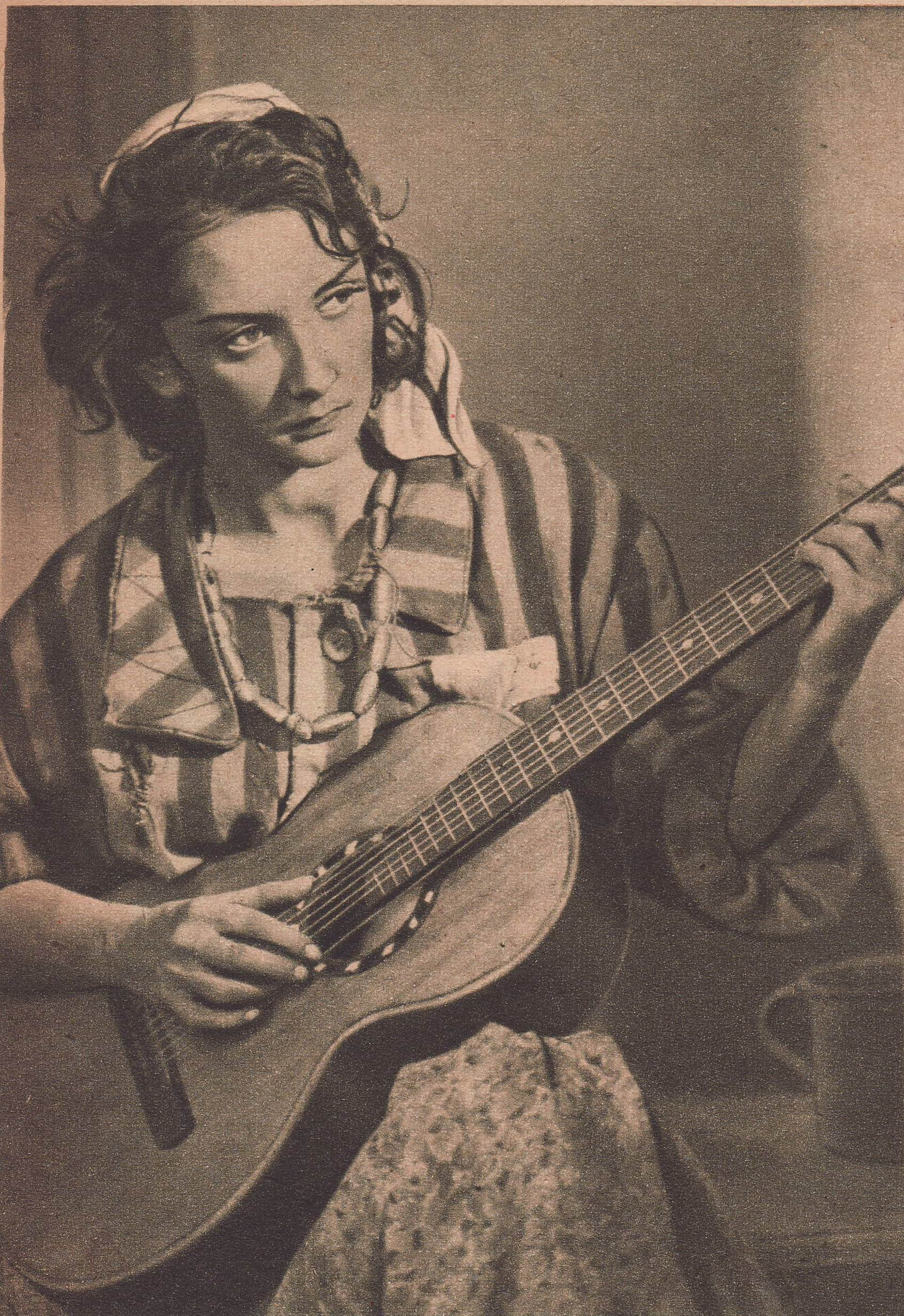
Zofia Mrozowska jako cyganka w filmie Ostatni etap, 1947

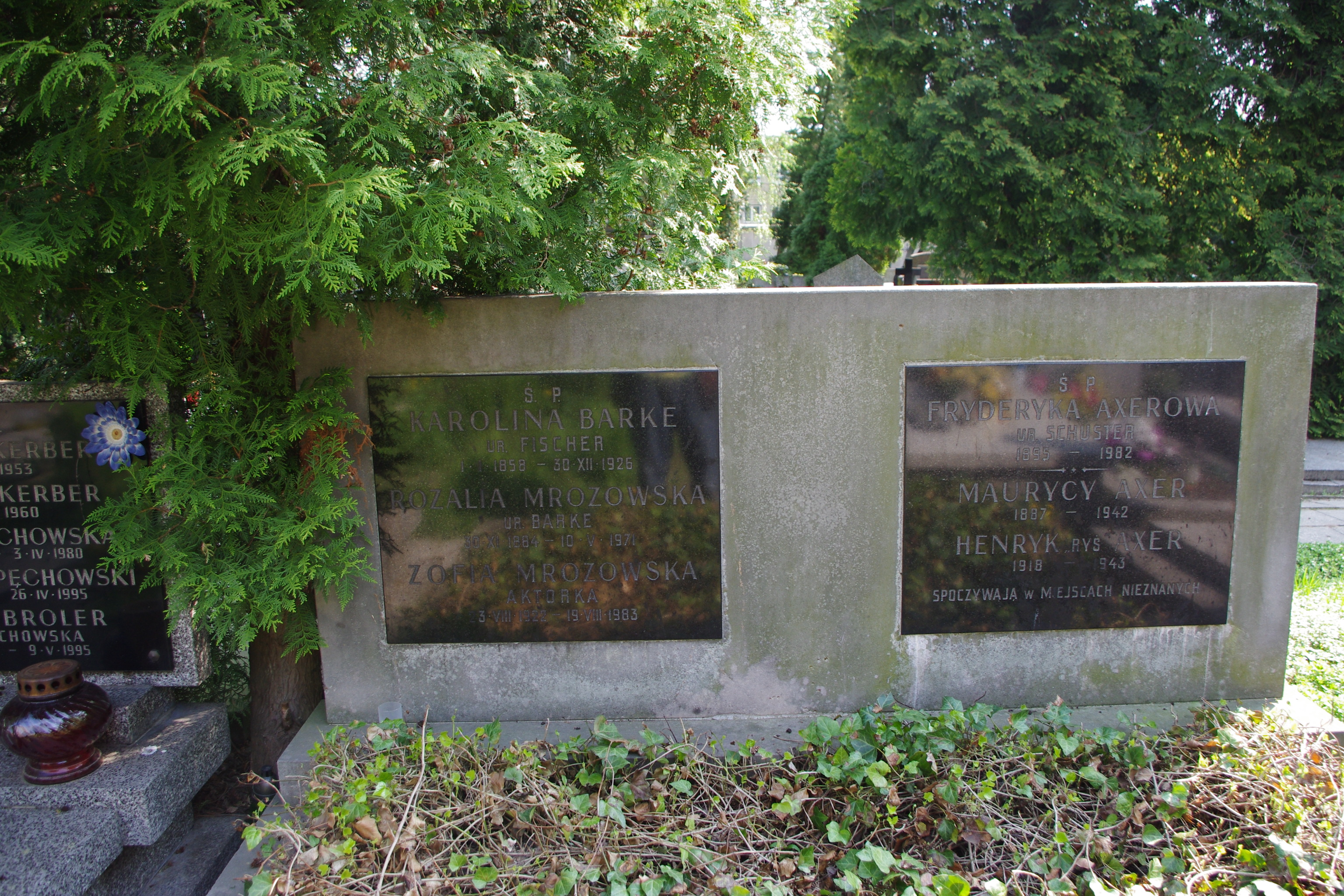
Grób Zofii Mrozowskiej na cmentarzu ewangelicko-reformowanym w Warszawie

Zofia Mrozowska (ur. 24 sierpnia 1922 w Warszawie, zm. 19 sierpnia 1983 tamże) – polska aktorka teatralna i filmowa, pedagog, w latach 1969–1971 dziekan Wydziału Aktorskiego PWST w Warszawie.

## Życiorys
Urodziła się w rodzinie Leona i Rozalii z domu Barke (1884–1971).
Podczas II wojny światowej, w 1944 ukończyła konspiracyjny Państwowy Instytut Sztuki Teatralnej w Warszawie, a w 1945 zdała aktorski egzamin eksternistyczny.
Na scenie zadebiutowała w 1945 rolą Maryny w Weselu Stanisława Wyspiańskiego w Teatrze Wojska Polskiego w Łodzi. Związana ze scenami teatrów warszawskich – Współczesnego i Studio. Znaczące role teatralne: tytułowa postać w „Elektrze” Giraudoux (1946), Laura w „Szklanej Menażerii” (1947), Wiola w „Wieczorze Trzech Króli” (1950), Donna Urraca w „Teatrze Klary Gazul” (1955), Emilka w „Naszym Mieście” (1957), Ifigenia w „Ifigenii w Taurydzie” (1961), Masza w „Trzech Siostrach” (1963), Maria w „Marii Stuart” (1969), Mary w „Zmierzchu Długiego Dnia” (1973), Ella w „Janie Gabrielu Borkmanie” (1975) i Marta w „Lecie” Bonda (1982).
Od 1965 była wykładowcą PWST w Warszawie, a w latach 1969–1971 dziekanem Wydziału Aktorskiego tej uczelni. W styczniu 1976 podpisała list protestacyjny do Komisji Nadzwyczajnej Sejmu PRL przeciwko zmianom w Konstytucji Polskiej Rzeczypospolitej Ludowej. 23 sierpnia 1980 dołączyła do apelu 64 uczonych, pisarzy i publicystów do władz komunistycznych o podjęcie dialogu ze strajkującymi robotnikami.
Wśród kreacji filmowych i występów w Teatrze Telewizji wyróżniają się niezapomniane role w filmie Zakazane piosenki (1946) oraz w serialach Lalka (1977) Ryszarda Bera i Polskie drogi (1976–1977) Janusza Morgensterna.
Była pierwszą żoną aktora i reżysera Stanisława Bugajskiego. W związku z reżyserem Erwinem Axerem miała syna Andrzeja Axera, socjologa i dyrektora klinicznego w Cascadia Behavioral Health w Portland (Oregon).
Zmarła 19 sierpnia 1983 w Warszawie wskutek guza mózgu, pochowana na cmentarzu ewangelicko-reformowanym przy ulicy Młynarskiej w Warszawie (kwatera 5-3-9a).

## Filmografia
- Zakazane piosenki (1946) – żydowska śpiewaczka uliczna
- Ostatni etap (1947) – Cyganka
- Miasto nieujarzmione (1950) – Krystyna
- Uczta Baltazara (1954) – Tomczyńska
- Godziny nadziei (1955) – aktorka z teatru polowego
- Spotkania w mroku (1960) – Rosa Heusler
- Prawo i pięść (1964) – Anna
- Wniebowstąpienie (1969) – matka Sebastiana
- Lokis. Rękopis profesora Wittembacha (1970) – hrabina Szemiotowa, matka hrabiego Michała
- Opis obyczajów (1972) – pani profesor
- Chłopcy (1973) – aktorka Narcyza, żona Kalmity
- Bilans kwartalny (1974) – matka Janka
- Klara i Angelika (1976) – Klara Naimska, aktorka
- Polskie drogi (serial telewizyjny) (1976–1977) – Zofia Niwińska, matka Władka (odc. 2. Obywatele GG, odc. 4. Na tropie, odc. 5. Lekcja geografii, odc. 9. Do broni i odc. 11. W obronie własnej)
- Granica (1977) – hrabina Tczewska
- Lalka (serial telewizyjny) (1977) – hrabina Joanna Karolowa, siostra Łęckiego (odc. 1. Powrót, odc. 2. Pamiętnik starego subiekta, odc. 3. Wielkopańskie zabawy, odc. 4. Pierwsze Ostrzeżenie i odc. 8. Damy i kobiety)
- Pokój z widokiem na morze (1977) – Maria Leszczyńska, żona profesora
- Zaległy urlop (1978) – Maria
- Bajki na dobranoc (1980) – Irena Holasowa, reżyser
- Constans (1980) – matka Witolda
- Głosy (1980) – teściowa Marka
- Kontrakt (1980) – Maria, była żona Adama, matka Piotra
- Fantazja dur-moll  (1981) – Waleria Kryszakowa
- Wigilia ’81 (1982) – babcia Paulina

## Ordery i odznaczenia
- Krzyż Oficerski Orderu Odrodzenia Polski (1977)
- Krzyż Kawalerski Orderu Odrodzenia Polski (1970)
- Złoty Krzyż Zasługi (11 lipca 1955)[2]
- Medal 10-lecia Polski Ludowej (19 stycznia 1955)[9]
- Odznaka 1000-lecia Państwa Polskiego (1967)
- Odznaka honorowa „Za Zasługi dla Warszawy” (1975)

## Nagrody
- Nagroda Ministra Kultury i Sztuki (1966 i 1975)
- Nagroda Państwowa II stopnia (1954 i 1964)
- Wyróżnienie zespołowe przyznane przez Podkomitet Literatury i Sztuki Nagrody Państwowej za rolę Doni Uracci w sztuce Prospera Mérimée Teatr Klary Gazul w Teatrze Współczesnym w Warszawie (1955)[10]
- Nagroda Przewodniczącego Komitetu do Spraw Radia i Telewizji (1961 i 1967)